# Henri Saint Cyr
Henri J R Saint Cyr, född 15 mars 1902 på Mellringe gård i Örebro, död 27 juli 1979, var en svensk dressyrryttare och officer vid artilleriet. Han vann fyra olympiska guldmedaljer. Tävlade för A 1 IF, Stockholm (1936, 1948 och 1952), A3 IF. Kristianstad (1956), Kristianstads FRK (1960)

## Karriär
Saint Cyr deltog i OS 1936 i Berlin där han red fälttävlan på hästen Fun. Saint Cyr lyckades rida den mycket svåra terrängrittsbanan och kom på 25:e plats 
Saint Cyr, tillsammans med G-A Boltenstern och Gehnäll Persson, segrade i lagtävlingen vid OS 1948 i London och erhöll guldmedaljerna vid prisutdelningen. Vid FEI:s (Internationella ridsportförbundets) kongress ett år efter spelen återkallades medaljerna eftersom Persson, som var fanjunkare vid K 4 i Umeå, endast under spelen varit tillfälligt konstituerad som fänrik. Enligt då gällande regler räknades kavalleriunderofficerare som professionella ryttare, emedan det var deras huvudsakliga arbetssyssla att mot lön utgöra beridare och huvudsakliga manskapsutbildare på heltid vid kavalleriregementena. Detta var det huvudsakliga hindret för underofficerare att deltaga i OS inom ridsporten.
I OS i Helsingfors 1952 red Henri Saint Cyr på hästen Master Rufus och i OS i Stockholm 1956 på hästen Juli**.
Saint Cyr vann VM i dressyr 1953 i Wiesbaden på Juli**.
Saint Cyr deltog också i Rom 1960 på hästen L'Etoile där han kom 4:a i den individuella dressyrtävlingen. 
1964 skulle han delta i sitt sjätte OS. Han råkade dock ut för en svår olycka, då han blev påkörd i Paris och livsfarligt skadad men överlevde. Ett år senare vann han en stor internationell tävling i Aachen – "hästsportens mecka" – där har han då var den ende svensk som erhållit stadens gyllene ring.

### Översikt och betydelse
Saint Cyr har tävlat i 17 länder och erövrat över 400 segrar i dressyr. Han har en rad inhemska och utländska ordnar och utmärkelser. Belönad med franska hederslegionen, tyska ryttarförbundets hederstecken i guld, likaså de österrikiska och belgiska motsvarigheterna. 1950 var han kommendör vid den berömda franska ridlärarkåren Cadre Noir i Saumur där han som första utlänning blev hedersmedborgare.
Den uppvisning i dressyr som han presterade på Olympiastadion i Stockholm 1956 gjorde ett sådant intryck på Englands mycket ridintresserade drottning Elizabeth att han och hans hustru Ruth på drottningens uttryckliga begäran blev inbjudna att gästa hertigen av Beaufort under tre dagars fälttävlingar på stamgodset Badminton.
Saint Cyr är begravd på Djursholms begravningsplats.

## OS-medaljer
- Olympiska sommarspelen 1952  Finland Helsingfors - guld i dressyr individuellt
- Olympiska sommarspelen 1952  Finland Helsingfors - guld i dressyr lag
- Olympiska sommarspelen 1956  Sverige Stockholm - guld i dressyr individuellt
- Olympiska sommarspelen 1956  Sverige Stockholm - guld i dressyr lag